# فرانج بردهي
فرانج بردهي (بالألبانية: Frang Bardhi‏) (باللاتينية: فرانسيسكوس بلانكوس، بالإيطالية: فرانشيسكو بيانكي، 1606-1643) كان أسقفاً ألبانياً وكاتباً للعصورالأولى من الأدب الألباني.

## حياته
ولد بردهي في كالميت أو نينشات في منطقة زادريما الشمالية الألبانية بالقرب من ليزه.  جاء من عائلة تتكون من شخصيات ذو مكانة عالية في الكنيسة الكاثوليكية ومسؤولي الدولة أو القادة العسكريين لجمهورية البندقية. درس اللاهوت في إيطاليا. في 1636 تم تعيينه أسقفا في سابا وساردا.

## وصلات خارجية
- "Description and information on the state of the bishopric and parish churches of the Diocese of Sapa, subjected to the tyranny of the Turks"
- Albanian Literature, Section 1.6, by Robert Elsie, pages 24–27
- Dictionarivm Latino Epiroticvm per R. D. Franciscvm Blanchvm